# Grissom (cràter)

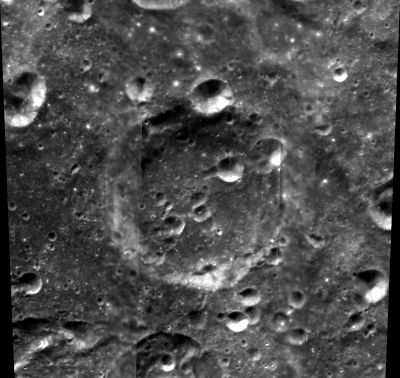
Fotografia de la missió Clementine (1994)

Grissom és un cràter d'impacte situat a la cara oculta de la Lluna, just al sud de l'enorme plana emmurallada del cràter Apollo i al nord-est del cràter Cori. La vora de Grissom apareix erosionada en alguns llocs, particularment al llarg del seu sector nord-est, on un parell de petits cràters s'insereixen al seu brocal. Una agrupació de petits cràters es situa al sud del punt mitjà del cràter. Així mateix, un altre petit cràter es troba al bord nord-est de la planta.

## Cràters satèl·lit
Per convenció, aquests elements són identificats als mapes lunars posant la lletra al costat del punt mitjà del cràter que està més prop de Grissom.
|         | \| Grissom \| Coordenades \| Diàmetre \| \| ------- \| -------------------------------------- \| -------- \| \| K \| 49° 30′ S, 145° 42′ O / 49.5°S,145.7°O \| 26 km \| \| M \| 49° 06′ S, 147° 42′ O / 49.1°S,147.7°O \| 38 km \| |          |
| Grissom | Coordenades | Diàmetre |
| K       | 49° 30′ S, 145° 42′ O / 49.5°S,145.7°O | 26 km    |
| M       | 49° 06′ S, 147° 42′ O / 49.1°S,147.7°O | 38 km    |